# Субаш (вилает Родосто)
Субаш (на турски: Subaşı) е село в Източна Тракия, Турция, Вилает Одрин. Околия Хайраболу.

## География
Селото се намира на 25 км югозападно от Хайраболу.

## История
В XIX век Субаш е гръцко село в Узункьоприйска кааза в Одринския вилает на Османската империя. Според „Етнография на вилаетите Адрианопол, Монастир и Салоника“, издадена в Константинопол в 1878 година и отразяваща статистиката на населението от 1873 година, Субаш (Soubach) има 60 домакинства и 315 жители гърци.